# Claudi Biern Boyd
Claudi Biern Boyd   (Palma, 21 de novembre de 1940 - 16 d'octubre de 2022) fou un productor, guionista i director de sèries d'animació mallorquí, fundador i president de BRB Internacional, empresa amb la qual a finals dels anys 1970 va impulsar moltes sèries de dibuixos animats per a televisió. És considerat com un dels pares de l'animació espanyola i europea, hom l'ha titllat de "Walt Disney" espanyol.
Llicenciat en dret, Biern és creador i productor executiu de diverses sèries d'animació. La primera que produí fou Ruy, el pequeño Cid (1980), seguida d'altres sèries de notable èxit com D'Artacan i els tres gossos mosqueters (1981), La volta al món de Willy Fog (1983), David el Gnomo (1985), Història de Catalunya (1988) o The Cobi Troupe (1990), protagonitzada per la mascota dels Jocs Olímpics de Barcelona. Tot i ser produïdes per al mercat nacional, no poques d'aquestes sèries van comptar amb una rellevant projecció internacional.
Algunes d'aquestes s'han adaptat després en forma teatral o de musical. També va adaptar còmics a format de pel·lícula d'animació: Mortadelo y Filemón (1994) i Zipi y Zape (2000). Apassionat del futbol, va ésser vicepresident del RCD Espanyol.
Al llarg de la seva trajectòria, va rebre més de 40 guardons, com el Premi Talent Extraordinari de l'Acadèmia de Televisió l'any 2017, el de Millor Comunicador amb els Nens del Festival Internacional de Comunicació Infantil El Xumet el 2014 o la Medalla al treball President Macià de la Generalitat de Catalunya el 2011.